# بادورة أفغانلي
بادورة مالك قيزي أفقانلي أغامالوفا (بالأذرية: Bədurə Əfqanlı) - واحدة من أوائل فنانات المسرح الأذربيجاني، الفنان المكرم في جمهورية أذربيجان الاشتراكية السوفيتية (1949)، فنان الشعب (1974).

## حياتها ومشوارها المهنية
ولدت بادورة أفغانلي في مدينة باكو في 25 أكتوبر عام 1912. نشأت في عائلة مالك أغامالوف.
بدأت بادورة نشاتها العمل في 1934 في مسرح الموسيقي الأكاديمي الحكومي أذربيجاني. صممت أفغانلي العرض الفني للمسارح الدراما «في 1905»، «سويل»، لجعفر جبارلي، «شيخ شنان» لحسين جافيد، أوبيرا «عاشيق غريب» لزولفوقار حجيبايوف، «ليلي ومجنون» لعزير حاجبايوف.
عملت بادورة أفغانلي كالفنانة المؤسسة منذ 1940 إلى 1960 في مسرح الموسيقي الأكاديمي الحكومي أذربيجاني.
إن العديد من أعمالها مخزنة في متحف المسرح الحكومي في أذربيجان ومتحف مسرح باخروشن المركزي (موسكو).
توفيت بادورة أفغانلي في 7 مايو 2002.